# Miasta Chińskiej Republiki Ludowej
Lista zawiera spis wszystkich miejscowości w Chińskiej Republice Ludowej, które posiadają status miasta (chiń. 市; pinyin shì). Miasta pogrupowano według prowincji/regionów autonomicznych, w których są położone oraz według ich statusu administracyjnego (miasta wydzielone na szczeblu prowincji, miasta na szczeblu prefektury (w tym miasta na prawach podprowincji) i miasta na szczeblu powiatu (w tym miasta na prawach podprefektury). Wytłuszczoną czcionką oznaczono stolice poszczególnych prowincji/regionów autonomicznych.
Według danych z 2016 roku największe aglomeracje pod względem liczby ludności to: Szanghaj (23,4 mln), Pekin (20,4 mln), Kanton (19,1 mln), Tiencin (13,2 mln), Shenzhen (12,8 mln), Chengdu (11,1 mln), Dongguan (8,3 mln), Chongqing (8,0 mln), Shenyang (7,9 mln) oraz Wuhan (7,9 mln).

## Najludniejsze miasta
Poniższa tabela przedstawia 30 najludniejszych miast Chińskiej Republiki Ludowej:
| L.p. | Nazwa        | Prowincja    | Liczba ludności (1.07.1990) | Liczba ludności (01.11.2000) | Liczba ludności (01.11.2010) |
| ---- | ------------ | ------------ | --------------------------- | ---------------------------- | ---------------------------- |
| 1.   | Szanghaj     | -            | 7 821 787                   | 14 230 992                   | 20 217 748                   |
| 2.   | Pekin        | -            | 5 521 949                   | 10 300 723                   | 16 446 857                   |
| 3.   | Kanton       | Guangdong    | 3 509 726                   | 8 090 976                    | 10 641 408                   |
| 4.   | Shenzhen     | Guangdong    | 1 081 621                   | 6 480 340                    | 10 358 381                   |
| 5.   | Tiencin      | -            | 4 090 643                   | 6 755 403                    | 9 290 263                    |
| 6.   | Wuhan        | Hubei        | 3 791 622                   | 6 787 482                    | 7 541 527                    |
| 7.   | Dongguan     | Guangdong    | 552 328                     | 3 870 036                    | 7 271 322                    |
| 8.   | Foshan       | Guangdong    | 901 455                     | 4 006 681                    | 6 771 895                    |
| 9.   | Chengdu      | Syczuan      | 1 866 826                   | 4 273 218                    | 6 316 922                    |
| 10.  | Chongqing    | -            | 2 518 721                   | 4 912 732                    | 6 263 790                    |
| 11.  | Nankin       | Jiangsu      | 2 322 947                   | 4 042 337                    | 5 827 888                    |
| 12.  | Shenyang     | Liaoning     | 3 650 678                   | 4 596 785                    | 5 718 232                    |
| 13.  | Xi’an        | Shaanxi      | 2 398 634                   | 3 870 504                    | 5 206 253                    |
| 14.  | Hangzhou     | Zhejiang     | 1 654 923                   | 3 240 947                    | 5 162 093                    |
| 15.  | Harbin       | Heilongjiang | 2 690 391                   | 3 627 082                    | 4 596 313                    |
| 16.  | Suzhou       | Jiangsu      | 872 673                     | 2 160 907                    | 4 083 923                    |
| 17.  | Qingdao      | Szantung     | 1 399 184                   | 2 973 189                    | 3 990 942                    |
| 18.  | Dalian       | Liaoning     | 1 884 310                   | 2 872 048                    | 3 902 467                    |
| 19.  | Zhengzhou    | Henan        | 1 134 174                   | 2 501 024                    | 3 677 032                    |
| 20.  | Shantou      | Guangdong    | 1 750 256                   | 3 070 364                    | 3 644 017                    |
| 21.  | Jinan        | Szantung     | 1 437 596                   | 2 795 070                    | 3 527 566                    |
| 22.  | Changchun    | Jilin        | 1 780 435                   | 2 750 204                    | 3 411 209                    |
| 23.  | Kunming      | Junnan       | 1 114 413                   | 2 587 824                    | 3 278 777                    |
| 24.  | Changsha     | Hunan        | 1 151 155                   | 2 233 790                    | 3 193 354                    |
| 25.  | Taiyuan      | Shanxi       | 1 577 640                   | 2 538 336                    | 3 154 157                    |
| 26.  | Xiamen       | Fujian       | 423 796                     | 1 454 450                    | 3 119 110                    |
| 27.  | Hefei        | Anhui        | 714 242                     | 1 549 476                    | 3 098 727                    |
| 28.  | Urumczi      | Sinciang     | 1 172 018                   | 1 829 555                    | 2 853 398                    |
| 29.  | Fuzhou       | Fujian       | 875 173                     | 2 032 723                    | 2 824 414                    |
| 30.  | Shijiazhuang | Hebei        | 1 077 297                   | 1 935 553                    | 2 770 344                    |

## Miasta wydzielone
|  | Miasta wydzielone: - Pekin (北京) – stolica Chińskiej Republiki Ludowej - Szanghaj (上海) - Tiencin (天津) - Chongqing (重庆) |

## Prowincja Anhui
|  | Miasta na prawach prefektury: - Anqing (安庆) - Bengbu (蚌埠) - Bozhou (亳州) - Chizhou (池州) - Chuzhou (滁州) - Fuyang (阜阳) - Hefei (合肥) - Huaibei (淮北) - Huainan (淮南) - Huangshan (黄山) - Lu’an (六安) - Ma’anshan (马鞍山) - Suzhou (宿州) - Tongling (铜陵) - Wuhu (芜湖) - Xuancheng (宣城) | Miasta na prawach powiatu: - Chaohu (巢湖) - Guangde (广德) - Jieshou (界首) - Mingguang (明光) - Ningguo (宁国) - Qianshan (潜山) - Tianchang (天长) - Tongcheng (桐城) - Wuwei (无为) |

## Prowincja Fujian
|  | Miasto na prawach podprowincji: - Xiamen (厦门) | Miasta na prawach prefektury: - Fuzhou (福州) - Longyan (龙岩) - Nanping (南平) - Ningde (宁德) - Putian (莆田) - Quanzhou (泉州) - Sanming (三明) - Zhangzhou (漳州) | Miasta na prawach powiatu: - Changle (长乐) - Fu’an (福安) - Fuding (福鼎) - Fuqing (福清) - Jian’ou (建瓯) - Jinjiang (晋江) - Longhai (龙海) - Nan’an (南安) - Shaowu (邵武) - Shishi (石狮) - Wuyishan (武夷山) - Yong’an (永安) - Zhangping (漳平) |

## Prowincja Gansu
|  | Miasta na prawach prefektury: - Baiyin (白银) - Dingxi (定西) - Jiayuguan (嘉峪关) - Jinchang (金昌) - Jiuquan (酒泉) - Lanzhou (兰州) - Longnan (陇南) - Pingliang (平凉) - Qingyang (庆阳) - Tianshui (天水) - Wuwei (武威) - Zhangye (张掖) | Miasta na prawach powiatu: - Dunhuang (敦煌) - Hezuo (合作) - Huating (华亭) - Linxia (临夏) - Yumen (玉门) |

## Prowincja Guangdong
|  | Miasta na prawach podprowincji: - Kanton (广州) - Shenzhen (深圳) | Miasta na prawach prefektury: - Chaozhou (潮州) - Dongguan (东莞) - Foshan (佛山) - Heyuan (河源) - Huizhou (惠州) - Jiangmen (江门) - Jieyang (揭阳) - Maoming (茂名) - Meizhou (梅州) - Qingyuan (清远) - Shantou (汕头) - Shanwei (汕尾) - Shaoguan (韶关) - Yangjiang (阳江) - Yunfu (云浮) - Zhanjiang (湛江) - Zhaoqing (肇庆) - Zhongshan (中山) - Zhuhai (珠海) | Miasta na prawach powiatu: - Enping (恩平) - Gaozhou (高州) - Huazhou (化州) - Heshan (鹤山) - Kaiping (开平) - Lechang (乐昌) - Leizhou (雷州) - Lianjiang (廉江) - Lianzhou (连州) - Lufeng (陆丰) - Luoding (罗定) - Nanxiong (南雄) - Puning (普宁) - Sihui (四会) - Taishan (台山) - Wuchuan (吴川) - Xingning (兴宁) - Xinyi (信宜) - Yangchun (阳春) - Yingde (英德) |

## Prowincja Hajnan
|  | Miasta na prawach prefektury: - Danzhou (儋州) - Haikou (海口) - Sanya (三亚) - Sansha (三沙) | Miasta na prawach podprefektury: - Dongfang (东方) - Qionghai (琼海) - Wanning (万宁) - Wenchang (文昌) - Wuzhishan (五指山) |

## Prowincja Hebei
|  | Miasta na prawach prefektury: - Baoding (保定) - Cangzhou (沧州) - Chengde (承德) - Handan (邯郸) - Hengshui (衡水) - Langfang (廊坊) - Qinhuangdao (秦皇岛) - Shijiazhuang (石家庄) - Tangshan (唐山) - Xingtai (邢台) - Zhangjiakou (张家口) | Miasta na prawach powiatu: - Anguo (安国) - Bazhou (霸州) - Botou (泊头) - Dingzhou (定州) - Gaobeidian (高碑店) - Hejian (河间) - Huanghua (黄骅) - Jinzhou (晋州) - Jizhou (冀州) - Luanzhou (滦州) - Nangong (南宫) - Pingquan (平泉) - Qian’an (迁安) - Renqiu (任丘) - Shahe (沙河) - Sanhe (三河) - Shenzhou (深州) - Xinji (辛集) - Wu’an (武安) - Xinle (新乐) - Zhuozhou (涿州) - Zunhua (遵化) |

## Prowincja Heilongjiang
|  | Miasto na prawach podprowincji: - Harbin (哈尔滨) | Miasta na prawach prefektury: - Daqing (大庆) - Hegang (鹤岗) - Heihe (黑河) - Jiamusi (佳木斯) - Jixi (鸡西) - Mudanjiang (牡丹江) - Qiqihar (齐齐哈尔) - Qitaihe (七台河) - Shuangyashan (双鸭山) - Suihua (绥化) - Yichun (伊春) | Miasta na prawach powiatu: - Anda (安达) - Bei’an (北安) - Dongning (东宁) - Fujin (富锦) - Fuyuan (抚远) - Hailin (海林) - Hailun (海伦) - Hulin (虎林) - Mishan (密山) - Mohe (漠河) - Muling (穆棱) - Nehe (讷河) - Nenjiang (嫩江) - Ning’an (宁安) - Shangzhi (尚志) - Suifenhe (绥芬河) - Tieli (铁力) - Tongjiang (同江) - Wuchang (五常) - Wudalianchi (五大连池) - Zhaodong (肇东) |

## Prowincja Henan
|  | Miasta na prawach prefektury: - Anyang (安阳) - Hebi (鹤壁) - Jiaozuo (焦作) - Kaifeng (开封) - Luohe (漯河) - Luoyang (洛阳) - Nanyang (南阳) - Pingdingshan (平顶山) - Puyang (濮阳) - Sanmenxia (三门峡) - Shangqiu (商丘) - Xinxiang (新乡) - Xinyang (信阳) - Xuchang (许昌) - Zhengzhou (郑州) - Zhoukou (周口) - Zhumadian (驻马店) | Miasta na prawach podprefektury: - Dengzhou (邓州) - Gongyi (巩义) - Jiyuan (济源) - Ruzhou (汝州) - Yongcheng (永城) | Miasta na prawach powiatu: - Changge (长葛) - Changyuan (长垣) - Dengfeng (登封) - Huixian (辉县) - Lingbao (灵宝) - Linzhou (林州) - Mengzhou (孟州) - Qinyang (沁阳) - Weihui (卫辉) - Xiangcheng (项城) - Xingyang (荥阳) - Xinmi (新密) - Xinzheng (新郑) - Wugang (舞钢) - Yanshi (偃师) - Yima (义马) - Yuzhou (禹州) |

## Prowincja Hubei
|  | Miasto na prawach podprowincji: - Wuhan (武汉) | Miasta na prawach prefektury: - Ezhou (鄂州) - Huanggang (黄岗) - Huangshi (黄石) - Jingmen (荆门) - Jingzhou (荆州) - Shiyan (十堰) - Suizhou (随州) - Xiangyang (襄樊) - Xianning (咸宁) - Xiaogan (孝感) - Yichang (宜昌) | Miasta na prawach podprefektury: - Qianjiang (潜江) - Tianmen (天门) - Xiantao (仙桃) | Miasta na prawach powiatu: - Anlu (安陆) - Chibi (赤壁) - Dangyang (当阳) - Danjiangkou (丹江口) - Daye (大冶) - Enshi (恩施) - Guangshui (广水) - Hanchuan (汉川) - Honghu (洪湖) - Jianli (监利) - Jingshan (京山) - Laohekou (老河口) - Lichuan (利川) - Macheng (麻城) - Shishou (石首) - Songzi (松滋) - Wuxue (武穴) - Yicheng (宜城) - Yidu (宜都) - Yingcheng (应城) - Zaoyang (枣阳) - Zhijiang (枝江) - Zhongxiang (钟祥) |

## Prowincja Hunan
|  | Miasta na prawach prefektury: - Changde (常德) - Changsha (长沙) - Chenzhou (郴州) - Hengyang (衡阳) - Huaihua (怀化) - Loudi (娄底) - Shaoyang (邵阳) - Xiangtan (湘潭) - Yiyang (宜阳) - Yongzhou (永州) - Yueyang (岳阳) - Zhangjiajie (张家界) - Zhuzhou (株州) | Miasta na prawach powiatu: - Changning (常宁) - Hongjiang (洪江) - Jinshi (津市) - Jishou (吉首) - Leiyang (耒阳) - Lengshuijiang (冷水江) - Lianyuan (涟源) - Liling (醴陵) - Linxiang (临湘) - Liuyang (浏阳) - Miluo (汨罗) - Ningxiang (宁乡) - Shaodong (邵东) - Shaoshan (韶山) - Wugang (武冈) - Xiangxiang (湘乡) - Yuanjiang (沅江) - Zixing (资兴) |

## Prowincja Jiangsu
|  | Miasto na prawach podprowincji: - Nankin (南京) | Miasta na prawach prefektury: - Changzhou (常州) - Huai’an (淮安) - Lianyungang (连云港) - Nantong (南通) - Suqian (宿迁) - Suzhou (苏州) - Taizhou (泰州) - Wuxi (无锡) - Xuzhou (徐州) - Yancheng (盐城) - Yangzhou (扬州) - Zhenjiang (镇江) | Miasta na prawach powiatu: - Changshu (常熟) - Danyang (丹阳) - Dongtai (东台) - Gaoyou (高邮) - Hai’an (海安) - Haimen (海门) - Jiangyin (江阴) - Jingjiang (靖江) - Jurong (句容) - Liyang (溧阳) - Kunshan (昆山) - Pizhou (邳州) - Qidong (启东) - Rugao (如皋) - Taicang (太仓) - Taixing (泰兴) - Xinyi (新沂) - Xinghua (兴化) - Yangzhong (扬中) - Yixing (宜兴) - Yizheng (仪征) - Zhangjiagang (张家港) |

## Prowincja Jiangxi
|  | Miasta na prawach prefektury: - Fuzhou (抚州) - Ganzhou (赣州) - Ji’an (吉安) - Jiujiang (九江) - Jingdezhen (景德镇) - Nanchang (南昌) - Pingxiang (萍乡) - Shangrao (上饶) - Xinyu (新余) - Yingtan (鹰潭) - Yichun (宜春) | Miasta na prawach powiatu: - Dexing (德兴) - Fengcheng (丰城) - Gao’an (高安) - Gongqingcheng (共青城) - Guixi (贵溪) - Jinggangshan (井冈山) - Leping (乐平) - Longnan (龙南) - Lushan (庐山) - Ruichang (瑞昌) - Ruijin (瑞金) - Zhangshu (樟树) |

## Prowincja Jilin
|  | Miasto na prawach podprowincji: - Changchun (长春) | Miasta na prawach prefektury: - Baicheng (白城) - Baishan (白山) - Jilin (吉林) - Liaoyuan (辽源) - Siping (四平) - Songyuan (松原) - Tonghua (通化) | Miasta na prawach powiatu: - Da’an (大安) - Dehui (德惠) - Dunhua (敦化) - Fuyu (扶余) - Gongzhuling (公主岭) - Helong (和龙) - Huadian (桦甸) - Hunchun (珲春) - Jiaohe (蛟河) - Ji’an (集安) - Linjiang (临江) - Longjing (龙井) - Meihekou (梅河口) - Panshi (磐石) - Shuangliao (双辽) - Shulan (舒兰) - Taonan (洮南) - Tumen (图们) - Yanji (延吉) - Yushu (榆树) |

## Prowincja Junnan
|  | Miasta na prawach prefektury: - Baoshan (保山) - Kunming (昆明) - Lincang (临沧) - Lijiang (丽江) - Pu’er (普洱) - Qujing (曲靖) - Yuxi (玉溪) - Zhaotong (昭通) | Miasta na prawach powiatu: - Anning (安宁) - Chengjiang (澂江) - Chuxiong (楚雄) - Dali (大理) - Gejiu (个旧) - Jinghong (景洪) - Kaiyuan (开远) - Lufeng (禄丰) - Lushui (泸水) - Mang (芒) - Mengzi (蒙自) - Mile (弥勒) - Ruili (瑞丽) - Shangri-La (香格里拉) - Shuifu (水富) - Tengchong (腾冲) - Xuanwei (宣威) |

## Prowincja Kuejczou
|  | Miasta na prawach prefektury: - Anshun (安顺) - Bijie (毕节) - Guiyang (贵阳) - Liupanshui (六盘水) - Tongren (铜仁) - Zunyi (遵义) | Miasta na prawach powiatu: - Chishui (赤水) - Duyun (都匀) - Fuquan (福泉) - Kaili (凯里) - Panzhou (盘州) - Qianxi (黔西) - Qingzhen (清镇) - Renhuai (仁怀) - Xingyi (兴义) - Xingren (兴仁) |

## Prowincja Liaoning
|  | Miasta na prawach podprowincji: - Dalian (大连) - Shenyang (沈阳) | Miasta na prawach prefektury: - Anshan (鞍山) - Benxi (本溪) - Chaoyang (朝阳) - Fuxin (阜新) - Dandong (丹东) - Fushun (抚顺) - Huludao (葫芦岛) - Jinzhou (锦州) - Liaoyang (辽阳) - Panjin (盘锦) - Tieling (铁岭) - Yingkou (营口) | Miasta na prawach powiatu: - Beipiao (北票) - Beizhen (北镇) - Dashiqiao (大石桥) - Dengta (灯塔) - Diaobingshan (调兵山) - Donggang (东港) - Fengcheng (凤城) - Gaizhou (盖州) - Haicheng (海城) - Kaiyuan (开原) - Linghai (凌海) - Lingyuan (凌源) - Pulandian (普兰店) - Wafangdian (瓦房店) - Xingcheng (兴城) - Xinmin (新民) - Zhuanghe (庄河) |

## Prowincja Qinghai
|  | Miasto na prawach prefektury: - Xining (西宁) - Haidong (海东) | Miasta na prawach powiatu: - Delingha (德令哈) - Golmud (格尔木) - Tongren (同仁) - Yushu (玉树) |

## Prowincja Shaanxi
|  | Miasto na prawach podprowincji: - Xi’an (西安) | Miasta na prawach prefektury: - Ankang (安康) - Baoji (宝鸡) - Hanzhong (汉中) - Shangluo (商洛) - Tongchuan (铜川) - Xianyang (咸阳) - Weinan (渭南) - Yan’an (延安) - Yulin (榆林) | Miasta na prawach powiatu: - Binzhou (彬州) - Hancheng (韩城) - Huayin (华阴) - Shenmu (神木) - Xingping (兴平) - Xunyang (旬阳) - Zichang (子长) |

## Prowincja Shanxi
|  | Miasta na prawach prefektury: - Changzhi (长治) - Datong (大同) - Jinchang (晋城) - Jinzhong (晋中) - Linfen (临汾) - Lüliang (吕梁) - Shuozhou (朔州) - Taiyuan (太原) - Xinzhou (忻州) - Yangquan (阳泉) - Yuncheng (运城) | Miasta na prawach powiatu: - Fenyang (汾阳) - Gaoping (高平) - Gujiao (古交) - Hejin (河津) - Houma (侯马) - Huozhou (霍州) - Jiexiu (介休) - Lucheng (潞城) - Xiaoyi (孝义) - Yongji (永济) - Yuanping (原平) |

## Prowincja Syczuan
|  | Miasto na prawach podprowincji: - Chengdu (成都) | Miasta na prawach prefektury: - Bazhong (巴中) - Dazhou (达州) - Deyang (德阳) - Guang’an (广安) - Guangyuan (广元) - Leshan (乐山) - Luzhou (泸州) - Meishan (眉山) - Mianyang (绵阳) - Neijiang (内江) - Nanchong (南充) - Panzhihua (攀枝花) - Suining (遂宁) - Ya’an (雅安) - Yibin (宜宾) - Zigong (自贡) - Ziyang (资阳) | Miasta na prawach powiatu: - Barkam (马尔康) - Chongzhou (崇州) - Dujiangyan (都江堰) - Emeishan (峨眉山) - Guanghan (广汉) - Huaying (华蓥) - Huili (会理) - Jiangyou (江油) - Jianyang (简阳) - Kangding (康定) - Langzhong (阆中) - Longchang (隆昌) - Mianzhu (绵竹) - Pengzhou (彭州) - Qionglai (邛崃) - Shehong (射洪) - Shifang (什邡) - Xichang (西昌) - Wanyuan (万源) |

## Prowincja Szantung
|  | Miasta na prawach podprowincji: - Jinan (济南) - Qingdao (青岛) | Miasta na prawach prefektury: - Binzhou (滨州) - Dezhou (德州) - Dongying (东营) - Heze (菏泽) - Jining (济宁) - Laiwu (莱芜) - Liaocheng (聊城) - Linyi (临沂) - Rizhao (日照) - Tai’an (泰安) - Yantai (烟台) - Weifang (潍坊) - Weihai (威海) - Zaozhuang (枣庄) - Zibo (淄博) | Miasta na prawach powiatu: - Anqiu (安丘) - Changyi (昌邑) - Feicheng (肥城) - Gaomi (高密) - Haiyang (海阳) - Jiaozhou (胶州) - Jimo (即墨) - Laixi (莱西) - Laiyang (莱阳) - Laizhou (莱州) - Leling (乐陵) - Linqing (临清) - Longkou (龙口) - Penglai (蓬莱) - Pingdu (平度) - Qingzhou (青州) - Qixia (栖霞) - Qufu (曲阜) - Rongcheng (荣成) - Rushan (乳山) - Shouguang (寿光) - Tengzhou (滕州) - Xintai (新泰) - Yucheng (禹城) - Zhangqiu (章丘) - Zhaoyuan (招远) - Zhucheng (诸城) - Zoucheng (邹城) - Zouping (邹平) |

## Prowincja Zhejiang
|  | Miasta na prawach podprowincji: - Hangzhou (杭州) - Ningbo (宁波) | Miasta na prawach prefektury: - Huzhou (湖州) - Jiaxing (嘉兴) - Jinhua (金华) - Lishui (丽水) - Quzhou (衢州) - Shaoxing (绍兴) - Taizhou (台州) - Wenzhou (温州) - Zhoushan (舟山) | Miasta na prawach powiatu: - Cixi (慈溪) - Dongyang (东阳) - Fenghua (奉化) - Haining (海宁) - Jiande (建德) - Jiangshan (江山) - Lanxi (兰溪) - Longgang (龙港) - Longquan (龙泉) - Lin’an (临安) - Linhai (临海) - Pinghu (平湖) - Rui’an (瑞安) - Shengzhou (嵊州) - Tongxiang (桐乡) - Wenling (温岭) - Yiwu (义乌) - Yongkang (永康) - Yueqing (乐清) - Yuhuan (玉环) - Yuyao (余姚) - Zhuji (诸暨) |

## Region Autonomiczny Kuangsi-Czuang
|  | Miasta na prawach prefektury: - Baise (百色) - Beihai (北海) - Chongzuo (崇左) - Fangchenggang (防城港) - Guigang (贵港) - Guilin (桂林) - Hechi (河池) - Hezhou (贺州) - Laibin (来宾) - Liuzhou (柳州) - Nanning (南宁) - Qinzhou (钦州) - Wuzhou (梧州) - Yulin (玉林) | Miasta na prawach powiatu: - Beiliu (北流) - Cenxi (岑溪) - Dongxing (东兴) - Guiping (桂平) - Hengzhou (横州) - Heshan (合山) - Jingxi (靖西) - Lipu (荔浦) - Pingguo (平果) - Pingxiang (凭祥) - Yizhou (宜州) |

## Region Autonomiczny Mongolii Wewnętrznej
|  | Miasta na prawach prefektury: - Baotou (包头) - Bayan Nur (巴彦淖尔) - Chifeng (赤峰) - Hohhot (呼和浩特) - Hulun Buir (呼伦贝尔) - Ordos (鄂尔多斯) - Tongliao (通辽) - Ulanqab (乌兰察布) - Wuhai (乌海) | Miasta na prawach powiatu: - Arxan (阿尔山) - Erenhot (二连浩特) - Fengzhen (丰镇) - Ergun (额尔古纳) - Genhe (根河) - Huolingol (霍林郭勒) - Manzhouli (满洲里) - Ulanhot (乌兰浩特) - Xilinhot (锡林浩特) - Yakeshi (牙克石) - Zhalantun (扎兰屯) |

## Region Autonomiczny Ningxia Hui
|  | Miasta na prawach prefektury: - Guyuan (固原) - Shizuishan (石嘴山) - Wuzhong (吴忠) - Yinchuan (银川) - Zhongwei (中卫) | Miasta na prawach powiatu: - Lingwu (灵武) - Qingtongxia (青铜峡) |

## Region Autonomiczny Sinciang-Ujgur
|  | Miasta na prawach prefektury: - Hami (哈密) - Karamay (克拉玛依) - Turfan (吐鲁番) - Urumczi (乌鲁木齐) | Miasta na prawach podprefektury: - Aral (阿拉尔) - Beitun (北屯) - Shihezi (石河子) - Tiemenguan (铁门关) - Tumxuk (图木舒克) - Wujiaqu (五家渠) - Xinxing (新星} | Miasta na prawach powiatu: - Aksu (阿克苏) - Alashankou (阿拉山口) - Altay (阿勒泰) - Artux (阿图什) - Bole (博乐) - Changji (昌吉) - Fukang (阜康) - Hoten (和田) - Huyanghe (胡杨河) - Kaszgar (喀什) - Kokdala (可克达拉) - Korgas (霍尔果斯) - Korla (库尔勒) - Kunyu (昆玉) - Kuqa (库车) - Kuytun (奎屯) - Shawan (沙湾) - Shuanghe (双河) - Tacheng (塔城) - Usu (乌苏) - Yining (伊宁) |

## Tybetański Region Autonomiczny
|  | Miasta na prawach prefektury: - Lhasa (拉萨) - Nagqu (那曲) - Nyingchi (林芝) - Qamdo (昌都) - Shannan (山南) - Xigazê (日喀则) |